# Giorgio Bassani
Giorgio Bassani (n. 4 martie 1916, Bologna, Italia – d. 13 aprilie 2000, Roma, Italia) a fost  nuvelist, poet, eseist și editor italian. 

## Biografie
Giorgio Bassani, fiul lui Enrico și Dora Bassani, se naște pe 4 martie 1916 la Bologna. Își petrece copilăria la Ferrara, acolo unde familia sa avea o oarecare faimă în comunitatea evreiască datorită tatălui, doctor de profesie. Prima sa înclinație a fost muzica, la 12 ani visa să ajungă pianist de renume internațional. Treptat însa, partiturile sunt înlocuite de romane, astfel că, în 1934, la absolvirea liceului Ludovico Ariosto din Ferrara, Giorgio Bassani se decide să renunțe la pian.   Se înscrie la facultatea de litere a Universității Bologna, în 1935, unde îl are ca profesor pe Roberto Longhi, renumit pentru studiile sale în istoria artei.
Datorită și profesorului său, Bassani devine interesat de conceptul de “intelectual liber” dezvoltat de istoricul și filosoful Benedetto Croce. Termină studiile, în 1939, cu o teza despre scriitorul, jurnalistul și lexicograful Niccolò Tommaseo.
În 1940 îi apare primul volum, Una citta di pianura (Oraș în câmpie), semnat cu pseudonimul Giacomo Marchi. Din 1944, când îi apare primul volum de proză Storie dei poveri amanti i altri versi(Cronica amanților săraci), continuă să publice regulat volume de poezii, proză scurtă și romane. Succesul i-l va aduce volumul de povestiri Cinque storie Ferraresi, distins cu prestigiosului premiu Strega în 1956. 
În calitate de director editorial la editura Feltrinelli, publică Ghepardul lui Lampedusa, după ce mai multe edituri respinseseră textul. Romanul Gli Occiali d’oro(Ochelarii de aur), apărut în 1958, deschide ciclul unor scrieri având ca tema condiția marginalilor din Ferrara, fie ei evrei, homosexuali sau inadaptați, întorși din lagărele naziste. Din această serie intitulată Il romanzo di Ferrara va face parte și Il giardino di Finzi Contini, roman distins cu premiul Viareggio, în 1962. Până în 2000, anul morții, lui Bassani i s-au conferit nenumărate distincții literare: premiile Veillon, Strega, Campiello, Viarregio și Nelly Sachs.

## Opera

### Romane
- 1955 – Gli ultimi anni di Clelia Trotti
- 1958 – Gli occhiali d'oro
- 1960 – Una notte del '43
- 1962 – Il giardino dei Finzi-Contini (Grădinile Finzi - Contini) (premiul Viareggio)
- 1964 – Dietro la porta
- 1968 – L'airone (premiul Campiello)

### Colecții de povestiri și nuvele
- 1940 – Una città di pianura
- 1956 – La passeggiata prima di cena
- 1956 – Cinque storie ferraresi (Premiul Strega)
- 1960 – Le storie ferraresi
- 1965 – Due novelle (Les neiges d'antan si Nel pozzo)
- 1972 – L'odore del fieno
- 1980 – II romanzo di Ferrara (seria completa)

### Poezie
- 1945 – Storie dei poveri amanti e altri versi
- 1947 – Te lucis ante: 1946-1947
- 1951 – Un'altra libertà
- 1963 – L'alba ai vetri
- 1974 – Epitaffio
- 1978 – In gran segreto
- 1982 – In rima e senza (Premiul Bagutta)

### Eseuri
- 1966 – Le parole preparate e altri scritti di letteratura
- 1984 – Di là dal cuore

## Legături externe
- ro  Biografie (Cotidianul
- it  Biografie[nefuncțională]